# Rhyacophila profusa
Rhyacophila profusa is een fossiele soort schietmot uit de familie Rhyacophilidae.